# Folly Lake (Colchester County)
Folly Lake är en sjö i Kanada.   Den ligger i provinsen Nova Scotia, i den östra delen av landet, 900 km öster om huvudstaden Ottawa. Folly Lake ligger 183 meter över havet. Arean är 0,88 kvadratkilometer. Den sträcker sig 2,1 kilometer i nord-sydlig riktning, och 0,8 kilometer i öst-västlig riktning.
I omgivningarna runt Folly Lake växer i huvudsak blandskog. Runt Folly Lake är det glesbefolkat, med 15 invånare per kvadratkilometer.